# Côtes-de-Fer
Côtes-de-Fer este o comună din arondismentul Bainet, departamentul Sud-Est, Haiti, cu o suprafață de 162,03 km2 și o populație de 44.595 locuitori (2009).